# Ruben Gowricharn

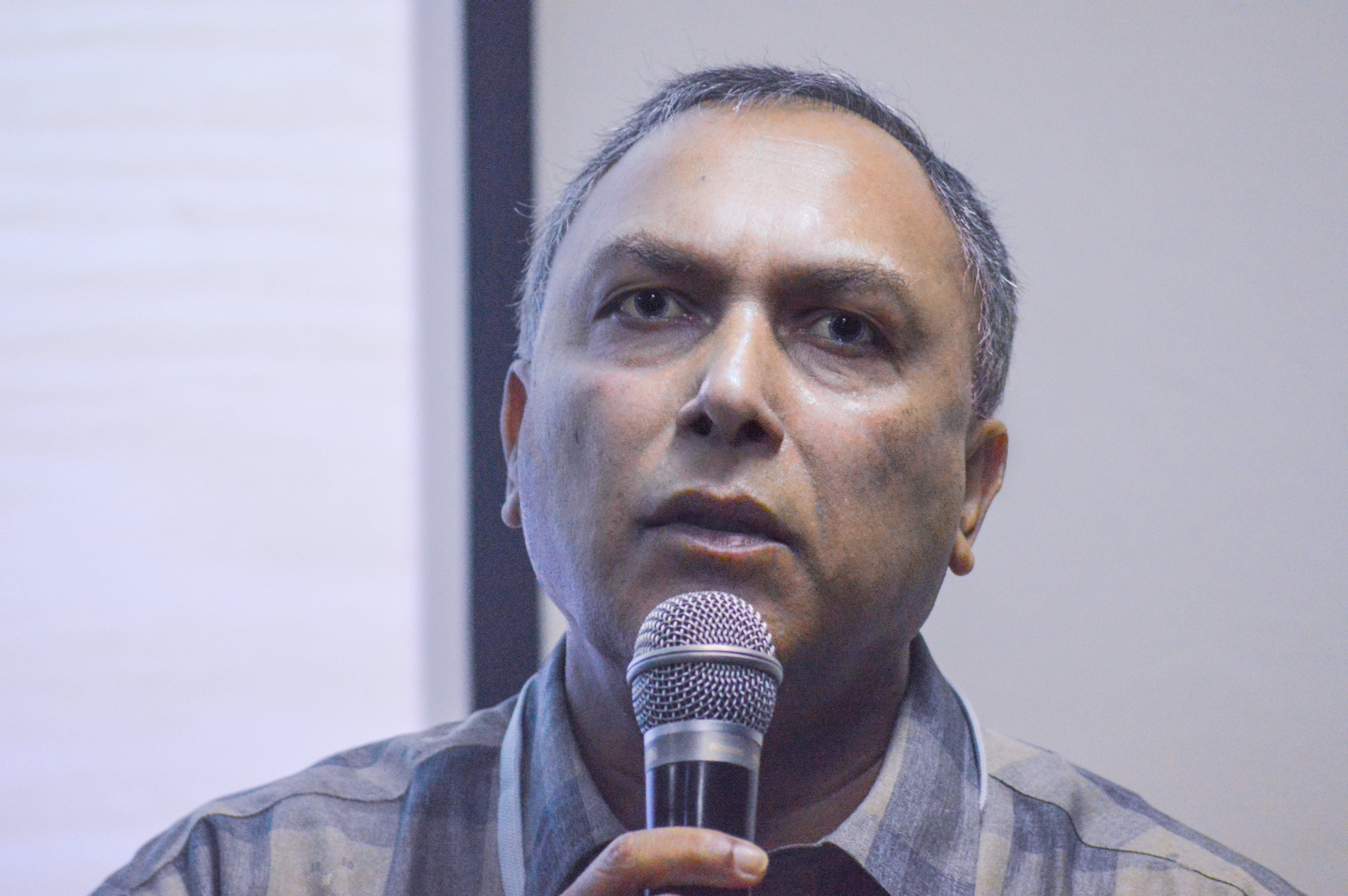
Ruben Gowricharn

Ruben Sewpersad Gowricharn (Paramaribo, 13 oktober 1952) is een Nederlands hoogleraar sociologie en schrijver, van Surinaamse afkomst.

## Leven
Ruben Gowricharn groeide op in Poelepantje, een wijk in het zuiden van Paramaribo. Hij hielp van zijn zeven tot zijn elfde zijn vader mee in de goudsmederij en werkte daarna als zelfstandig goudsmid tot zijn negentiende. Later behaalde de staatsexamens havo en atheneum.

## Opleiding
Gowricharn studeerde niet-westerse sociologie in Leiden en behaalde zijn doctoraaldiploma in 1980 met als specialisatie ontwikkelingssociologie. Vervolgens studeerde hij aan het International Institute of Social Studies in Den Haag, waar hij in 1984 een Master of Economics in economische planning en politiek verwierf. Hij promoveerde in 1991 aan de Universiteit Utrecht met het proefschrift Economische transformatie en de staat: over agrarische modernisering en economische ontwikkeling in Suriname, 1930-1960.

## Loopbaan
Gowricharn werkte als pr-man voor de Stichting voor Surinamers in Den Haag (1981-1982) en als consultant voor arbeidsomstandigheden en ondernemerschap bij de Stichting Krosbe in Rotterdam (1985-1987). Hij was 1987 tot 1997 ambtelijk-wetenschappelijk onderzoeker bij de Dienst Sociale Zaken en Werkgelegenheid in Rotterdam. Van 1985 tot 1990 werkte hij aan zijn promotietraject aan de Universiteit Utrecht. Van 1997 tot 2001 werkte hij als hoofdonderzoeker aan de Amsterdam School for Social Science Research (Universiteit van Amsterdam). Van 1997 tot 2003 zorgde hij ook als scriptiebegeleider bij de mastersopleiding van de vakgroep "Cultuur, Organisatie en Management" van de Vrije Universiteit Amsterdam. Van 2000 tot 2004 was hij wetenschappelijk adviseur van het Verwey-Jonker Instituut.
In de jaren 2000-2003 ontwierp hij een onderzoeksprogramma naar het democratische niveau van de Surinaamse elite (Universiteit van Suriname), omvattende twintig Ph.D.-projecten; tevens ontwierp hij de Master of Science programma's "Research and Consultancy" en "Policy and Public Administration" voor het Instituut voor Maatschappij Wetenschappelijk Onderzoek (IMWO) van dezelfde universiteit.
Sinds 2005 is hij directeur van de Stichting de Promotiekamer, voor Ph.D.-onderzoek. Van 2002 tot 2006 bekleedde hij aan de Universiteit van Tilburg de Forum/Verwey-Jonker leerstoel. In 2006 werd hij aan dezelfde universiteit benoemd tot algemeen hoogleraar in Democratie, Sociale Cohesie en Transnationale Vraagstukken. Tevens was hij van 2015 tot 2020 bijzonder hoogleraar Indiase Diaspora Studies aan de Vrije Universiteit Amsterdam, namens de Stichting Lalla Rookh. In 2020 ging hij met emeritaat. Sinds 2020 is hij research fellow aan dezelfde universiteit.
Onder zijn (co)begeleiding kwamen zeventien proefschriften tot stand.
Behalve in Nederland en Suriname gaf Gowricharn ook lezingen en colleges in o.m. India en Aruba.

## Kwestie-Soroush
In 2019 haalde Gowricharn het landelijk nieuws naar aanleiding van reacties door imams op de kwaliteit van een mede door Gowricharn begeleid proefschrift over salafisme in Nederland door Mohammed Soroush. Het bestuur van de Universiteit Tilburg zag er aanleiding in om Gowricharn te desavoueren; hij werkte toen al niet meer in Tilburg. Gowricharn verwierp alle aantijgingen met kracht van argument. In 2021 kwamen de universiteit en Gowricharn tot een gezamenlijke verklaring: Gowricharn aanvaardde de kritische opmerking van de Commissie Wetenschappelijke Integriteit over zijn verantwoordelijkheid als promotor om de promovendus ertoe te bewegen kwalificaties beter in te kaderen. En de Tilburg University stelde vast dat volgens de huidige Nederlandse Gedragscode Wetenschappelijke Integriteit 2018 geen sprake is van schending van de wetenschappelijke integriteit door Gowricharn.

## Wetenschappelijk werk
Gowricharn heeft zich met uiteenlopende kwesties bezig gehouden waardoor zijn expertise geen samenhangend geheel vertoont. De grote blokken laten zich als volgt omlijnen: diverse vormen van integratie van migrantengroepen; sociale uitsluiting van minderheden in Caraïbische en Westerse samenlevingen; geschiedenis van de Hindostaanse gemeenschap; de opname van etnische groepen in een democratie; ondernemerschap; de vorming van onderklassen en elites; de Nederlandse cultuur en mentaliteit; de Surinaamse en Indiase diaspora; economisch beleid en ontwikkeling; het functioneren van instituties en de heersende moraal in samenlevingen. Over al deze kwesties heeft hij gepubliceerd.
De belangrijkste kenmerken van zijn denken zijn:
- Diversiteit, dus verschil, heeft bestaansrecht en is een normaal kenmerk van het leven. Daarom is sociale cohesie nooit volkomen en is een "kleffe samenleving" een onhaalbaar populistisch ideaal.
- Wetenschappelijke begrippen zijn extracties van voorgaande ervaringen of ideologische constructies en dus altijd cultureel en historisch specifiek.
- Elke gemeenschap heeft eigen (ideale) beelden van hetgeen normaal is, zogenoemde culturele normbeelden. Het universalisme is zo bezien een specifieke Europese ideologie.
- Het nationalisme is een zwaar onderschatte, moordende en uitsluitende kracht. Het ondermijnt de fundamentele rechten van de mens.
- De verkaveling van de wetenschap in disciplines beperkt het zicht op de samenleving. Daarom zijn andere vormen, bijvoorbeeld films en romans, effectievere manieren om het leven uit te beelden.

## Bekroningen
In 1989 ontving Gowricharn de Damsko-So-Mi-Tan-prijs voor sociale wetenschappen, namens de Surinaams-Nederlands Antilliaanse gemeenschap in Nederland.
Voor zijn deelname aan het publieke debat over het sociale zekerheidsstelsel, de sociale uitsluiting en de multiculturele samenleving ontving hij in 1999 de ASN-ADO Mediaprijs voor de schrijvende pers.
In 2021 werd hij door de Staat van Suriname benoemd tot Officier in de Ere Orde van de Gele Ster voor zijn verdiensten in de wetenschap en samenleving.

## Literair werk
In 2019 publiceerde Gowricharn zijn eerste roman, De Prijs van Geluk, het verhaal van een Surinaams-Hindostaanse die naar Nederland migreert, daar betrekkelijk gemakkelijk haar weg vindt in de Nederlandse samenleving, maar uiteindelijk toch een prijs van vervreemding en verdriet betaalt voor haar inburgering.

## Publicaties

### Wetenschappelijke studies
- Etnisch ondernemerschap, werkgelegenheid en economische politiek: over paupers en kleine bazen. Rotterdam: Stichting Krosbe, 1985.
- Migranten en het arbeidsvraagstuk in Rotterdam. Rotterdam: Stichting Krosbe, 1987.
- Economische transformatie en de staat: over agrarische modernisering en economische ontwikkeling in Suriname. Den Haag: Ruward, 1990.'(handelseditie van dissertatie)
- Tegen beter weten in: een essay over de economie en sociologie van de 'onderklasse'. Leuven: Garant uitgevers, 1992.
- Binnen de grenzen: immigratie, etniciteit en integratie in Nederland. Utrecht: De Tijdstroom, 1993.
- Met S. Saharso (1997). Islam in Nederland, speciale uitgave van Migrantenstudies, nr. 2.
- Economie en allochtonen. Speciale uitgave van Migrantenstudies, nr. 4, 1997.
- Hollandse Contrasten: essays over de keerzijde van sociale integratie. Apeldoorn/Utrecht: Garant/Forum, 1998.
- De grenzen van de polder. Over de armoede van allochtonen in Nederland. Utrecht: Forum, 2000.
- Thuis zijn in de kunst. Utrecht: Forum, 2000.
- Andere gedachten... Over de multiculturele samenleving. Leende/Utrecht: Damon/Forum, 2000.
- Ethnic Minority Elites in the Making. Speciale uitgave van Journal of International Migration and Integration, June (editor), 2001.
- In- en uitsluiting in Nederland. Een overzicht van empirische bevindingen. Den Haag: Wetenschappelijke Raad voor het Regeringsbeleid, 2001.
- Met Jan Willem Duyvendak. Etnische Jeugdigen: op koers of op drift? Utrecht: Verwey-Jonker Instituut, 2002.
- De Januskop van transnationaal burgerschap. Surinaamse ervaringen. Utrecht: Forum, 2002.
- Het omstreden Paradijs. Over multiculturaliteit en sociale cohesive. Utrecht: Forum, 2002.
- Met R. Nolen. Inburgering. Mensen, organisatie en lokaal beleid. Antwerpen/Apeldoorn: Maklu Uitgevers, 2003.
- Met R. Nolen. HBO en academische opleidingen niet-christelijke theologie. Utrecht: Forum, 2004.
- Falende instituties. Negen heikele kwesties in de multiculturele samenleving. (red.) Utrecht: De Graaff/Forum, 2006.
- Caribbean Transnationalism. Migration, Pluralization and Social Cohesion. (ed.) Lantham/New York: Lexington Books, 2006.
- Enkele beperkingen van Consociational Democracy. Paramaribo: Stichting Jamu Lezing, 2008.
- Etniciteit en Transnationalisme van Surinaamse Hindostanen. Den Haag: Seva Network Foundation, 2008.
- Ontwikkelingssamenwerking en Integratie. (red.) Assen: Van Gorcum, 2010.
- Met Dirk Willem Postma en Sandra Trienekens. Geleefd Burgerschap. Van eenheidsdwang naar ruimte voor verschil en vitaliteit. (red.). Utrecht: De Graaf, 2012.
- Glocalisering in de Indiase diaspora. Over de bindende kracht van culturele markten. (Oratie, 26 februari, 2016). Zeist: SLLR, 2017.
- Onbeschreven Erfgoed. Perspectieven op de Surinaams- Hindostaanse cultuur. (red.) Volendam: LM Publishers, 2017.
- Political Integration in Indian Diaspora Societies. (ed.). London: Routledge, 2020.
- Multiple Homemaking. The Ethnic Condition in the Indian Diaspora Societies. London: Routledge, 2020.
- Shifting Transnational Bonding in the Indian Diaspora. (ed.) London: Routledge, 2020.
- Miskend Verleden. Hindostaanse boeren in Suriname 1873-1980. Hilversum: Verloren, 2020.
- New Perspectives on the Indian Diaspora. (ed.) London: Routledge (2021).
- De Goudsmid. Marginalisering en Veerkracht van een Hindostaanse familie. Zutphen: Walburg Pers, 2021.
- Wetenschap gerelativeerd. Kanttekeningen uit de leefwereld. Amsterdam: Amsterdam University Press, 2021 (afscheidsrede 29 november 2021)
- Ongezien, Ongehoord. Hindostanen in de Nederlandse koloniale geschiedenis. Zutphen: Walburg Pers, 2023.
- The Girmitiya Peasants in Suriname. Agrarian and Economic Changes in a Plural Society. Cham: Springer Nature, 2024.

### Artikelen
Wetenschappelijke artikelen van zijn hand verschenen in o.m. Newsletter of International Labour Studies, Boletín de Estudios del Caraibe y Latinoamerica, Caraibisch Forum, Oso, The International Journal of Social Economics, Tijdschrift voor Politieke Ekonomie, Tijdschrift voor Psychologie en Maatschappij, Caribbean Studies, Beleid en Maatschappij, Migrantenstudies, Ethnic and Racial Studies, Studies in Ethnicity and Nationalism, Sociology, Current Sociology, Global Networks, Journal of Ethnic and Migration Studies, Politics, Tijdschrift voor Beleid, Organisatie en Politiek, Comparative Studies in Society and History, Journal of Consumer Culture, Tijdschrift voor de Sociale Sector, Sociaal Bestek, Sociologie Magazine, Sociale vraagstukken, Identities: Global Studies in Culture and Power, Geography Compass, The British Journal of Industrial Relations, Indenture Papers: Studies on Girmitiyas, South Asian Diaspora, Nations and Nationalism, The Journal of Peasant Studies en in verzamelwerken als Suriname, de schele onafhankelijkheid, Twentieth Century Suriname, Brill’s Encyclopedia of Hinduism, Diversiteit & Emancipatie, The Encyclopedia of Indian Diaspora, The Oxford Handbook of Caribbean Constitutions, Sarnámi Sanskirti 1 en 2, en Girmitiya Culture and Memory. Navigating Identity, Tradition, and Resilience Across Continents.

### Literair werk
- Ruben Gowricharn, De Prijs van Geluk. Soesterberg: Aspekt, 2019. (roman)